# 饮冰室合集
《饮冰室合集》是梁啟超的一部著作集。梁启超（1873－1929）逝世后，友人林志钧根据梁启超自选的《饮冰室文集》和遗稿为基础，搜集梁启超在各报章杂志上发表的文章，在1932年编成《饮冰室合集》40册149卷约1400万字，1936年由中华书局出版发行。1941年重印。
1989年中华书局出版新版《饮冰室合集》12册，后重印多次（最近一次是2003年）。此集缺点是，没有统一的页码，没有注解、索引。
近年学者们发现还有大量梁啟超著作，未收入《饮冰室合集》中。最近出版的《饮冰室合集·集外文》就是一部未收入《饮冰室合集》中的梁啟超文集，包括约450篇文章，19篇专著，约450篇公文。
「饮冰」一词源於《庄子‧人间世》：「今吾朝受命而夕饮冰，我其内热与？」原意就是比喻自己内心之忧虑。当年，梁启超受光绪皇帝之命，变法维新，临危受命，如何解其「内热」？唯有「饮冰」方能得解。
後出而更加完整的梁啟超著作全集有二：《梁啟超全集》（張品興主編，北京出版社，1999年）、《梁啟超全集》（湯志鈞主編，中國人民大學出版社，2018年，輯入夏曉虹的《集外文》）。

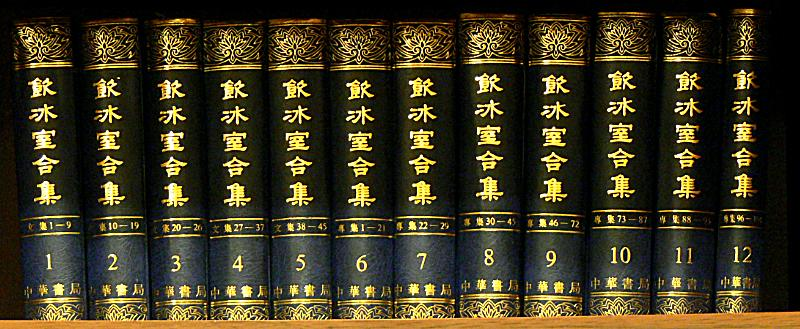
《饮冰室合集》1-12

## 版本
- 《飲冰室合集》，1936年版，分「文集」、「專集」，大體上按編年次序编排。
  - 《飲冰室合集·文集》16冊，45卷
  - 《飲冰室合集·專集》24冊，104卷
- 《飲冰室合集》，1989年版，是1936年版的影印版本，重新裝訂成12冊，共11094頁。
  - 第1-5冊是《飲冰室合集·文集》，每冊合6至9卷不等，沒有統一的合集頁數，所印頁數是每卷的頁數，下一卷又从「一」开始；偶數頁印「飲冰室文集之」卷數和頁數，奇數頁印著作名和頁數。
  - 第6-12冊是《飲冰室合集·專集》，偶數頁印「飲冰室專集之」卷數和頁數，奇數頁印著作名和頁數。

## 文集

### 第1本
文集1-9卷：1936年版文集1-4册
- 饮冰室文集第一至第五册总目录。
- 《饮冰室文集之一》（卷一）至《饮冰室文集之九》共855页

内容包括
- - 《变法通议》1896年（清光绪二十二年）
  - 《论报馆有益于国家》1896年（清光绪二十二年）
  - 《论中国与欧洲国体异同》1899年（清光绪二十五年）
  - 《中国史叙论》 1901年（清光绪二十七年）
  - 《南海康先生传》1901年（清光绪二十七年）
  - 《三十自述》1902年（清光绪二十八年）
  - 《论中国学术思想变迁之大势》1902年（清光绪二十八年）
  - 《新史学》1902年（清光绪二十八年）

### 第2本
文集10-19卷：1936年版文集4-7册
- 《饮冰室文集之十》至《饮冰室文集之十九》共947页

内容包括：
- 《论佛教与群治之关系》1902年（清光绪二十八年）
- 《论希腊古代学术》1902年（清光绪二十八年）
- 《天演学初祖达尔文之学说及其略传》1902年（清光绪二十八年）
- 《近世第一大哲康德之学说》1903年（清光绪二十九年）
- 《论俄罗斯虚无党》1903年（清光绪二十九年）
- 《中国法理学发达史论》1904年（清光绪三十年）
- 《开明专制论》1905年（清光绪三十一年）
- 《世界史上广东之位置》1905年（清光绪三十一年）
- 《俄罗斯革命之影响》1905年（清光绪三十一年）

### 第3本
文集20-26卷：1936年版文集7-10册
- 《饮冰室文集之二十》至《饮冰室文集之二十六》共917页

内容包括：
- 《中国古代币材考》1907年（清光绪三十四年）
- 《国民筹还国债问题》1910年（清宣统二年）
- 《宪政浅说》1910年（清宣统二年）
- 《中国国会制度私议》1910年（清宣统二年）
- 《中俄交涉与时局之危机》1911年（清宣统三年）
- 《政党与政治上之信条》1911年（清宣统三年）

### 第4本
文集27-37卷：1936年版文集10-13册
- 《饮冰室文集之二十七》至《饮冰室文集之三十七》共913页

内容包括:
- 《箴立法家》1912年（民国元年）
- 《中国立国大方针》1912年（民国元年）
- 《治标财政策》1912年（民国元年）
- 《币制条例理由书》(李犹龙笔述)1914年（民国三年）
- 《余之币制金融政策》1915年（民国四年）
- 《袁世凯之解剖》1916年（民国五年）
- 《复张东荪书论社会主义运动》1921年（民国十年）

### 第5本
文集38-45卷：1936年版文集13-16册
- 《饮冰室文集之三十八》至《饮冰室文集之四十五》共952页

内容包括：
- 《美术与科学》1922年（民国十一年）
- 《情圣杜甫》1922年（民国十一年）
- 《评胡适之中国哲学史大纲》1922年（民国十一年）
- 《科学精神与东西文化》1922年（民国十一年）
- 《戴东原先生传》1923年（民国十二年）
- 《戴东原哲学》1923年（民国十二年）
- 《印度与中国文化之亲属的关系》1924年（民国十三年）
- 《泰谷尔的中国名：竺震旦》1924年（民国十三年）
- 《致罗素电》1925年（民国十四年）
- 《王阳明知行合一之教》1926年（民国十五年）
- 《公祭蔡松坡文》1916年（民国五年）
- 《公祭康南海先生文》1927年（民国十六年）
- 《诗话》1924年 （民国十二年）

## 专集

### 第6本
《饮冰室合集·专集》第一册，专集1-21卷：1936年版专集1-4册
- 《饮冰室专集之一》至《饮冰室专集之二十一》，共831页

内容包括：
- 饮冰室专集第一册至第七册目录
- 《戊戌政变记》1898年（清光绪二十四年）
- 《自由书》1899年（清光绪二十五年）
- 《中国四十年来大事记(一名李鸿章)》1901年（清光绪二十七年）
- 《新民说》1902年（清光绪二十八年）
- 《(明季第一重要人物)袁崇焕传》1904年（清光绪三十年）
- 《中国殖民八大伟人传》1904年（清光绪三十年）
- 《(祖国大航海家)郑和传》1905年（清光绪三十一年）
- 《意大利建国三杰传》1902年（清光绪二十八年）
- 《新英国巨人克林威尔传》1903年（清光绪二十九年）
- 《雅典小史》1902年（清光绪二十八年）
- 《越南小志》1905年（清光绪三十一年）

### 第7本
《饮冰室合集·专集》第二册，专集22-29卷：1936年版专集5-8册
- 《饮冰室专集之二十二》至《饮冰室专集之二十九》共975页

内容包括：
- 《新大陆游记》(节录) 1903年（清光绪二十九年）
- 《欧游心影录》（节录）1918年（民国七年）
- 《中国之武士道》1904年（清光绪三十年）
- 《王荆公》1908年（清光绪三十四年）
- 《管子传》1909年（清宣统元年）

### 第8本
《饮冰室合集·专集》第三册，专集30-45卷：1936年版专集8-12册
- 《饮冰室专集之三十》至《饮冰室专集之四十五》共1033页

内容包括：
- 《欧洲战役史论》1914年（民国三年）
- 《清代学术概论》1920年（民国九年）
- 《墨经校释》1920年（民国九年）
- 《中国历史上民族之研究》1922年（民国十一年）

### 第9本
《饮冰室合集·专集》第四册，专集46-72卷：1936年版专集12-15册
- 《饮冰室专集之四十六》至《饮冰室专集之七十二》共950页

内容包括：
- 《战国载记》
- 《先秦政治思想史》1922年（民国十一年）
- 《翻译文学与佛典》1920年（民国九年）
- 《说大毗婆沙》1920年（民国九年）
- 《国学入门书要目及其读法》1923年（民国十二年）

### 第10本
《饮冰室合集·专集》第五册，专集73-87卷：1936年版专集16-18册
- 《饮冰室专集之七十三》至《饮冰室专集之八十七》内容包括：

内容包括：
- 《中国历史研究法》1922年（民国十一年）
- 《中国近三百年学术史》1924年（民国十三年）
- 《中国文化史》1927年（民国十六年）

### 第11本
专集88-95卷：1936年版专集19-21册
- 《饮冰室专集之八十八》至《饮冰室专集之九十五》共958页

内容包括：
- 《佳人奇遇》1898年（清光绪二十四年）
- 《世界末日记》1902年（清光绪二十八年）
- 《新罗马传奇》1898年（清光绪二十四年）
- 《十五小豪杰》1898年（清光绪二十四年）
- 《桃花扇注(上》1924年（民国十三年）
- 《桃花扇注(下)》1924年（民国十三年）

### 第12本
《饮冰室合集·专集》第六册，专集96-104卷：1936年版专集22-24册
- 《饮冰室专集之九十六》至《饮冰室专集之一百零四》共645页

内容包括：
- 《陶渊明》1923年（民国十二年）
- 《朱舜水先生年谱》1923年（民国十二年）
- 《中国历史研究法（补编）》1926年（民国十五年）
- 《古书真伪及其年代》1927年（民国十六年）

## 饮冰室合集集外文
编者夏晓虹以七年功夫，遍访北京大学图书馆、国家图书馆，日本东京大学图书馆、京都大学图书馆，美国哥伦比亚大学图书馆、哈佛大学图书馆、德国海德堡大学图书馆等中外图书馆，收集梁启超在《新民丛报》、《学报》、《政论》、《新知报》、《晨报》、《大公报》、《清华周刊》、《时务报》、《清议报》、《国民公报》、《时事新报》发表的文章编辑，而成上中下三册，名为《饮冰室合集·集外文》，上中册为《文集补篇》，下册为《专集补篇》。

### 文集补篇
《集外文》《文集补篇》上、中册收集梁启超文章约450篇。

### 专集补篇
包括《西学书目表》、《读西学书法》、《〈论语〉〈公羊〉相通说》、《国家论》、《越南亡国史》、《财政问题商榷初编》、《世界和平与中国》、《大乘起信论考证》等论文和梁启超任司法总长、财政部长时的文书、通告及书函等。